# Snopes
Snopes est un site Web d’information anglophone créé dans le but de limiter la propagation des canulars informatiques (hoax) et des rumeurs infondées circulant sur Internet.

## Histoire
Snopes est lancé en 1995 par l'informaticien David Mikkelson et sa compagne Barbara Hamel une secrétaire qui aurait aimé être journaliste, qui avaient fait connaissance sur Internet dans les forums en ligne, où ils s'étaient notamment déjà investis dans la vérification de faits. Le couple se marie en 1996. À l'origine, snopes était le pseudo de David Mikkelson sur internet ,. 
En 2006, le site a vérifié plus de 1500 informations. En 2009, Snopes.com fait l'objet d'une vérification de la part de Factcheck lorsque le site défend la société State Farm dans l'affaire Bud Gregg. En 2010, Snopes.com reçoit 300 000 visites par jour. 
En 2016 et 2018, Snopes participe au programme de vérification des données mise en place par Facebook. En février 2019, Snopes le quitte car certains journalistes doutent de son efficacité.
À l'époque, David Mikkelson se prétend principalement apolitique, ni partisan du parti démocrate, ni partisan du parti républicain, mais avec une amorce de sympathie pour les vues libertariennes .
En mai 2014, Barbara Hamel-Mikkelson quitte le domicile du couple et entame une procédure de divorce. Barbara qui réclame alors 50 pour cent des dividendes accuse son mari d'avoir détourné près de 100 000 dollars de l'entreprise pour des dépenses personnelles, tout particulièrement les services de prostituées,. Fin 2016, David Mikkelson épouse Elyssa Young, alias Erin O'Bryn, une ancienne actrice pornographique encore escort girl en 2015, qui s'était affichée officiellement comme professionnelle de l'industrie du sexe lors de sa candidature de 2004 aux législatives à Hawai sous les couleurs libertariennes,. Elyssa Young devient salariée administrative de Snopes, aux côtés de la vérificatrice de faits Kim LaCapria, alias ViceVixen dans son blog à caractère sexuel.
En 2015, Snopes confie la gestion technique et publicitaire de sa plateforme à Proper Media, société nouvellement fondée par Chris Richmond. En 2016 Barbara Hamel rejoint Proper Media et lui vend sa part, soit la moitié, du capital de la société mère de Snopes,. En mars 2017 David Mikkelson, PDG de Snopes, met fin au contrat d'hébergement qui liait l'entreprise à Proper Media. En juin 2017 Snopes lève 520 000 US$ en financement participatif, expliquant que Proper Media ne lui verse pas les redevances publicitaires qu'elle lui doit puis en août 2017 un juge ordonne à Proper Media de les verser à Snopes. Toutefois la bataille juridique, âpre, continue, Proper Media estimant que David Mikkelson, n'admettant pas avoir à ses côtés un actionnaire d'importance comparable, cherche à masquer ce fait par des subterfuges de capitaux.
En août 2021 éclate le scandale des plagiats commis par David Mikkelson au profit de Snopes, dont il est journaliste, PDG et principal actionnaire avec 50 % du capital. David Mikkelson a commis ces plagiats sous plusieurs signatures, notamment son pseudonyme Jeff Zarronandia décoré du Prix Pulitzer, ou encore le pseudonyme générique de la rédaction. Alerté fin juillet par Dean Sterling Jones, un journaliste de BuzzFeed, quant à des dizaines de plagiats signés par Jeff Zarronandia, la rédaction en chef de Snopes mène une enquête interne qui confirme la culpabilité de David Mikkelson. Celui-ci est démis de ses fonctions de journaliste mais restera principal actionnaire et PDG jusqu'en septembre 2022 où Chris Richmond, PDG de Proper Media le remplace et, avec Drew Schoentrup, directeur financier de Proper Media, acquiert l'intégralité du capital de la société.
L'ancienne rédactrice en chef Brooke Binkowski, qui avait été démise de ses fonctions sans explication en juillet 2018, expliquera alors que le plagiat était en réalité une pratique systématique au sein de Snopes : selon elle pour maximiser l'affluence sur le site, David Mikkelson donnait instruction à ses collaborateurs de copier-coller les scoops pour les publier immédiatement sans citer les sites tiers dont ils étaient issus, un toilettage de l'article publié venant ensuite masquer le plagiat.

## Activités
Snopes.com vérifie chaque jour les informations circulant dans la presse ou sur internet, en se focalisant sur les plus improbables ou insolites. Le site se rémunère en plaçant de la publicité sur les pages du site, et bénéficie parfois de quelques donations.

## Prix et récompenses
- 2006 : Webby Awards, catégorie bizarre[17]